# Babyschwimmen

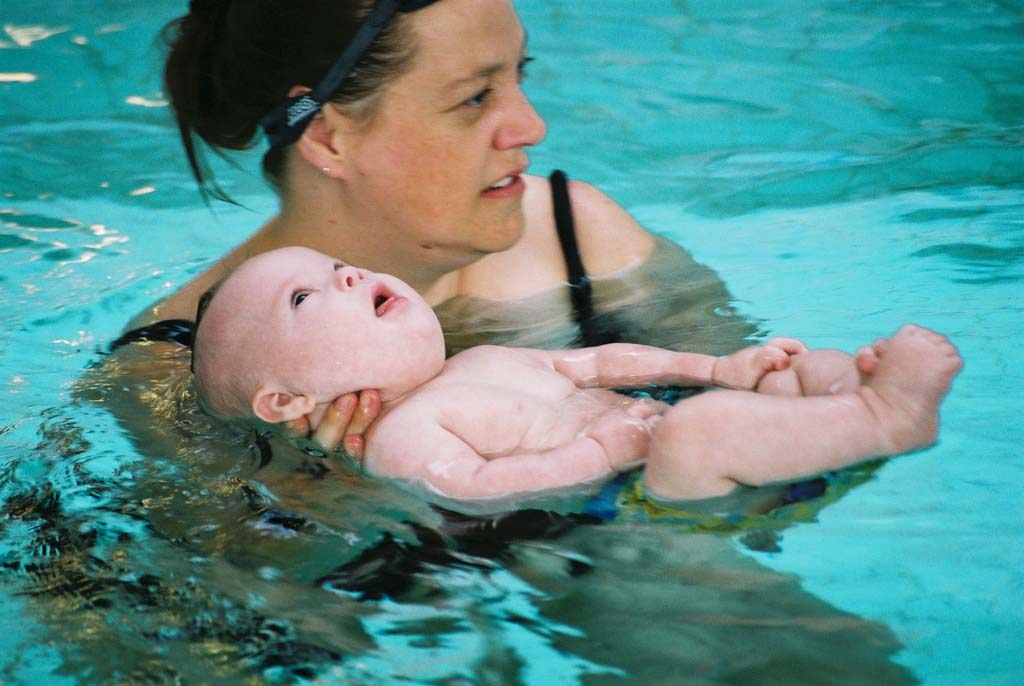
Mutter mit kleinem Säugling beim Schwimmkurs

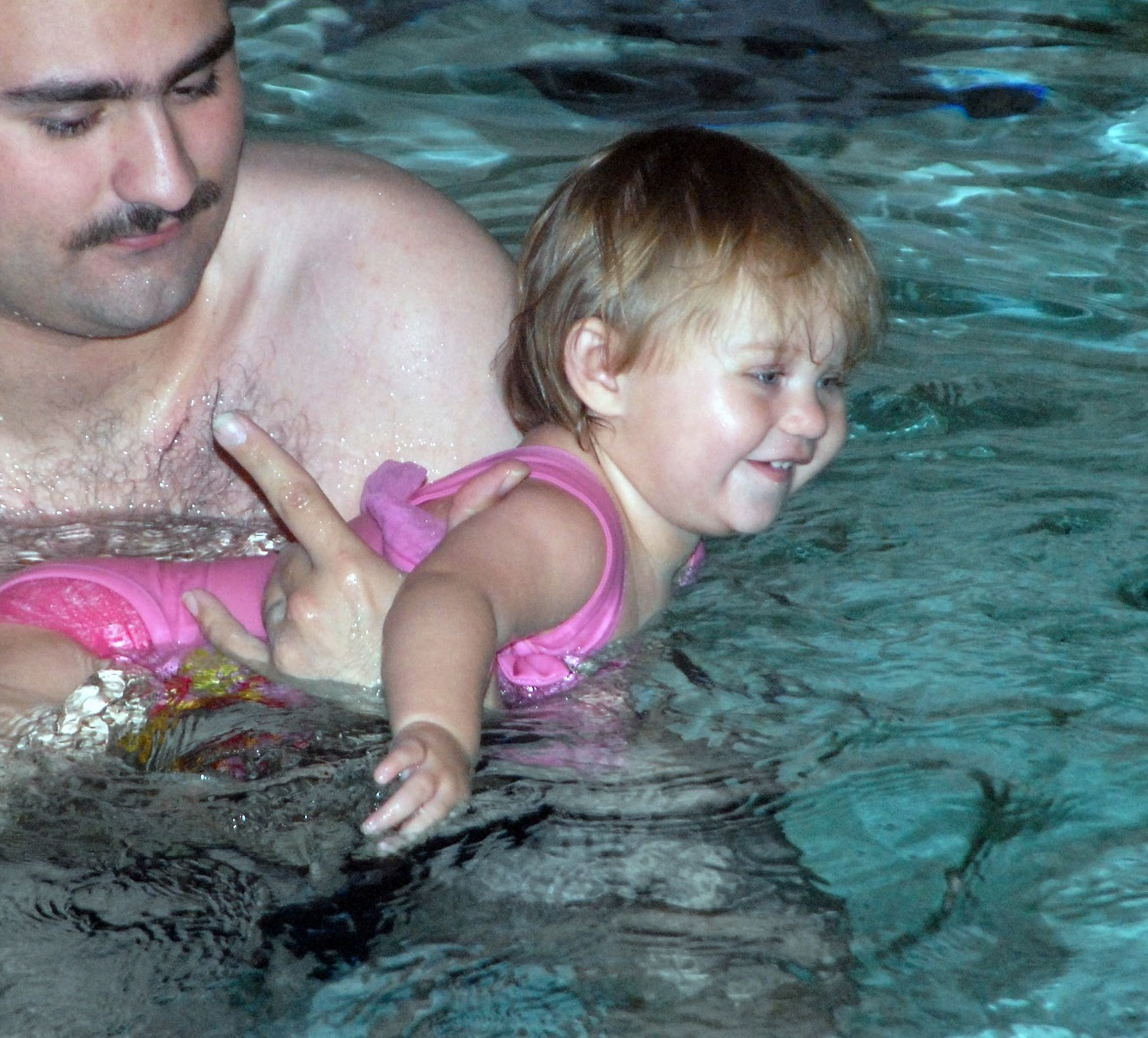
Vater mit größerem Baby bei der spielerischen Wassergewöhnung

Als Babyschwimmen oder Säuglingsschwimmen bezeichnet man die Wassergymnastik mit Säuglingen und Kleinkindern zwischen dem vierten und dem achtzehnten Lebensmonat.

## Geschichte
Babyschwimmen entstand in den 1970er Jahren. Mit Hinweis darauf, dass Ungeborene in einem flüssigen Milieu aufwachsen, wurden schlängelnde Körperbewegungen der Neugeborenen als Schwimmbewegungen interpretiert. Mit Tauchübungen sollte Wassersicherheit erzielt werden. Heute bieten im deutschsprachigen Raum fast alle Anbieter von Wassergymnastik im medizinischen Bereich auch Kurse für das Babyschwimmen an, wenn die erforderliche Wasserqualität sichergestellt werden kann.

## Voraussetzungen

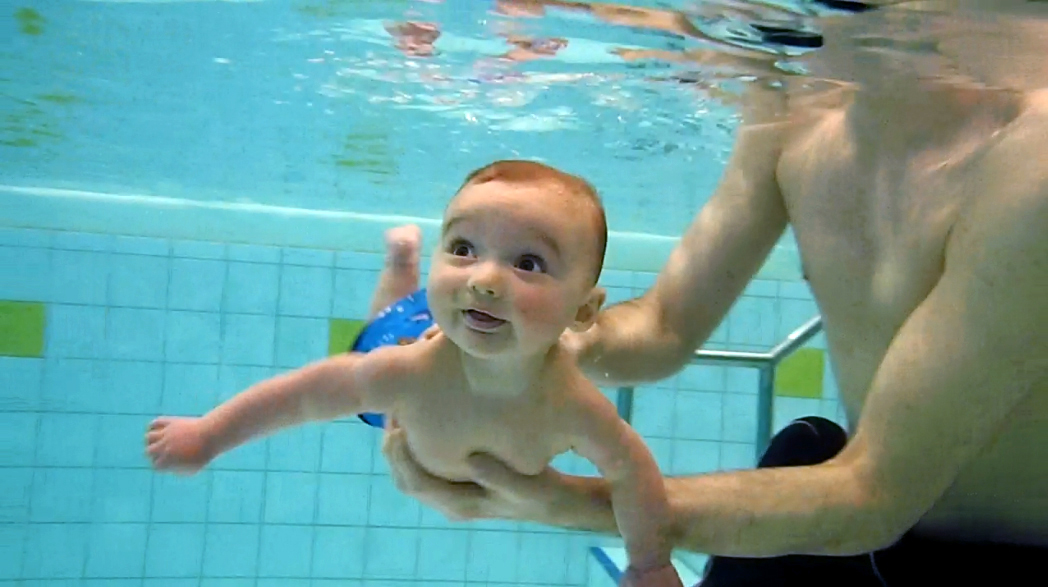
Getauchter Säugling beim Babyschwimmen

Das Beckenwasser muss Trinkwasserqualität haben (DIN 19643), die gesamte Filtertechnik muss den gesetzlichen Vorschriften genügen. Als geeignete Wassertemperatur gilt für das Babyschwimmen 32–34 °C, abhängig vom Alter der Babys – je jünger desto wärmer sollte das Wasser sein. Die Lufttemperatur sollte nicht unter 30 °C liegen, die Umkleidemöglichkeiten ausreichend beheizt sein. Die Wassertiefe sollte 100 bis 140 cm betragen. Prinzipiell ist Babyschwimmen auch schon ab der sechsten Lebenswoche möglich. Säuglinge besitzen einen Atemschutzreflex, der oft auch als Tauchreflex bezeichnet wird. Dieser Reflex verliert sich im dritten bis sechsten Lebensmonat. 
Das Untertauchen des Kopfes darf jedoch nur wenige Sekunden dauern und ist mit hohen Gesundheitsrisiken behaftet.

## Förderung der Entwicklung
Durch die Bauchlage beim Babyschwimmen wird das Reflexkriechen der Babys stimuliert, und zwar durch Aktivierung der quergestreiften Muskulatur. Dadurch wird die im zentralen Nervensystem liegende Koordination der Bewegungsmuster früher aktiviert und stabilisiert. Das Unterstützen des Reflexkriechens wird auch bei diversen Physiotherapien, wie z. B. Vojta, eingesetzt. Die großflächigen Berührungsreize stimulieren die unter der Haut liegenden Nervenfasern. Das ermöglicht Entspannung, aktiviert die Regulation des Muskeltonus und führt zu längerem und tieferem Schlafen der Kinder.
Der Leistungsvorsprung und das gesteigerte Selbstvertrauen, das die Kinder durch diese Form der Frühförderung erhalten, ist innerhalb der nächsten 2–3 Jahre aufgezehrt, wenn nicht in der Folge durch andere Formen von Bewegungsförderung auf dieser Grundlage durch vielfältige Bewegungserfahrungen aufgebaut wird.

## Kritik
Von Kritikern wird bemerkt, dass das in sogenannten „Kursen“ abgehaltene Babyschwimmen auch Ausdruck einer überzogenen Frühförderung sein könne, wodurch Eltern durch einen falschen Ehrgeiz ihre Kinder überforderten.
Als weiterer Kritikpunkt gilt der Gesundheitsaspekt. So seien bei Babys, die am Kurs teilnehmen, im ersten Lebensjahr vermehrt Infektionskrankheiten wie Mittelohrentzündungen, Durchfallerkrankungen und Atemwegserkrankungen festzustellen, wie eine Studie des GSF-Institutes zeigt.
Ende 2010 wurde im Bundesgesundheitsblatt der Verdacht geäußert, dass in gechlortem Beckenwasser entstehendes Stickstofftrichlorid Asthma auslösen kann. Insbesondere für Kinder unter zwei Jahren, in deren Familien gehäuft Allergien auftreten, rät das Umweltbundesamt, bis zum Vorliegen weiterer Erkenntnisse, die für eine Unbedenklichkeit sprechen, vom Babyschwimmen abzusehen. Allerdings gibt es Daten aus dem Jahr 2011, die zeigen, dass Babyschwimmen zu keinem erhöhten Asthmarisiko führt.
Manche Befürworter des Babyschwimmens vertreten die Ansicht, dass ein Säugling auch gefahrlos tauchen kann. Hans Rieckert wies auf die Gesundheitsrisiken durch Tauchen von Säuglingen und die teils schwerwiegenden Folgen hin, er schrieb 1986, dass seit der Einführung des Babyschwimmens in Deutschland einige Hundert Säuglinge an Hirnkomplikationen als Folgen von nach dem Tauchen aufgetretener Sinusitis und Otitis gestorben seien und dass Kinderärzte auch von Fällen von Herzstillstand oder Atemstillstand berichteten.